# Ti amo (Vasco Rossi)
Ti amo è una raccolta di successi del cantautore italiano Vasco Rossi, pubblicata nel 2006. Questa raccolta è analoga ad altre due dello stesso editore, aventi lo stesso titolo, dedicate a Lucio Battisti e Mina.

## Tracce
1. Incredibile romantica
2. Una canzone per te
3. La nostra relazione
4. ...E poi mi parli di una vita insieme
5. Tu che dormivi piano
6. Non l'hai mica capito
7. Toffee
8. Albachiara
9. Va bene, va bene così
10. Anima fragile
11. Vivere una favola
12. Brava
13. Ciao
14. Silvia
15. Brava Giulia
16. Dormi, dormi